# Гюббенет
Гюббенет (нем. von Hübbenet) — дворянский род.
Предок их, Густав Гюббенет — майор французской службы, переселился в середине XVII века в Литву.
- Антон Якоб Гюббенет (?—1767, Рига) — пожалован в дворянское достоинство Священной Римской империи.
  - Кристиан фон Гюббенет (нем. Christian von Hübbenet; 1747—1807) — крупный торговец, коллежский асессор (1787), в 1797 году приобрёл имение Подзем в Лифляндской губернии.
    - Антон Якоб фон Гюббенет (нем. Jakob Anton von Hübbenet; ?—1856) — подпоручик, 29.06.1856 жалован дипломом на потомственное дворянское достоинство.
      - Христиан Яковлевич Гюббенет (нем. Anton Christian August von Hübbenet; 1822—1873) — хирург, профессор хирургии в Киевском университете.
      - Борис Яковлевич Гюббенет (нем. Christoph Bernhard von Hübbenet; 1828—1898) — уроженец Лифляндской губернии, дворянин. В 1845 году унтер-офицер кирасирского полка. В 1861—1866 годах чиновник особых поручений при командующем Оренбургского отдельного корпуса. В 1866—1882 годах киевский полицмейстер. В 1874 году — действительный статский советник.
        - Гюббенет, Виктор Борисович (1862—не ранее 1938) — хирург, доктор медицины, тайный советник.
        -  Яворская, Лидия Борисовна (рожд. Гюббенет, по мужу — княгиня Барятинская; 1871—1921) — русская актриса.

      - Гюббенет, Адольф Яковлевич (нем. Adolf von Hübbenet; 1830—1901) — государственный деятель, статс-секретарь, член государственного совета, сенатор.
      -  фон Гюббенет, Оскар Яковлевич (нем. Johann Sigismund Oskar von Hübbenet; 1835—1906) — генерал от инфантерии (1900), член Военного совета (1898).

Известность также получили:
- фон Гюббенет, Эдуард-Христофор Матвеевич (нем. Eduard Christoph von Hübbenet; 19.08.1836 — ?) — генерал-майор (1898).
- Николай Александрович Гюббенет (1827—1897) — историк.
- фон Гюббенет, Николай Константинович (1862—1931) — член III Государственной Думы от Могилёвской губернии (Русская национальная фракция).

Род внесён в VI часть родословной книги Ковенской и во II — Минской губернии.

## Описание герба
На середине щита, разделённом перпендикулярно на две равных части — лазуревую и золотую, — изображены два ключа, ручками вниз, переменных цветов: на лазуревом поле — золотого, на золотом — лазуревого.
Щит украшен дворянскими шлемом и короною с двумя чёрными орлиными крыльями и двумя крестообразно положенными мечами, концами вверх. Намёт на щите лазуревый, подбитый золотом.